# リトル・ジョー5B号
リトル・ジョー5B号（リトル・ジョー5Bごう、英: Little Joe 5B）はアメリカ合衆国のマーキュリー計画の一環として行われた、マーキュリー宇宙船用緊急脱出用ロケットの無人の発射試験である。試験ではマーキュリー宇宙船の実機である14A号機が使用された。1961年4月28日、バージニア州ワロップス島から発射され、最大高度4.5キロメートル、飛行距離14キロメートル、最大速度は時速2,865キロメートルに到達し、加速度は10g (98m/s²) だった。試験は5分25秒で成功裏に終了し、宇宙船は回収された。
飛行で使用されたマーキュリー宇宙船14A号機は、現在はハンプトンのバージニア航空宇宙センター (Virginia Air and Space Center) に展示されている。